# Представники України в міжнародних організаціях

Представники України в Міжнародних організаціях

## ООН
- Постійні представники України в Організації Об'єднаних Націй

1. Удовиченко Петро Платонович (1958—1961)
2. Кизя Лука Єгорович (1961—1964)
3. Шевченко Сергій Тимофійович (1964—1968)
4. Поляничко Михайло Деонисович (1968—1973)
5. Мартиненко Володимир Никифорович (1973—1979)
6. Кравець Володимир Олексійович (1979—1984)
7. Удовенко Геннадій Йосипович (1985—1991)
8. Батюк Віктор Гаврилович (1992—1993)
9. Гудима Борис Миколайович (1994)
10. Зленко Анатолій Максимович (1994—1997)
11. Єльченко Володимир Юрійович (1997—2001)
12. Кучинський Валерій Павлович (2001—2006)
13. Крижанівський Віктор Володимирович (2006—2007)
14. Сергєєв Юрій Анатолійович (2007—2015)
15. Єльченко Володимир Юрійович (2015—2019)
16. Кислиця Сергій Олегович (2019—2024)
17. Мельник Андрій Ярославович (2025—)

## Президент Генеральної Асамблеї ООН
1. Удовенко Геннадій Йосипович (вересень 1997-вересень 1998).

## Голова Ради Безпеки ООН
1. Мануїльський Дмитро Захарович (липень 1948)
2. Мануїльський Дмитро Захарович (липень 1949)
3. Єльченко Володимир Юрійович (лютий 2017)

## Рада Безпеки ООН
1. Тарасенко Василь Якимович (1948—1949)
2. Кравець Володимир Олексійович (1984)
3. Удовенко Геннадій Йосипович (1985)
4. Єльченко Володимир Юрійович (2000—2001)
5. Єльченко Володимир Юрійович (2016—2017)

## ЮНЕСКО
1. Кочубей Юрій Миколайович (1971—1977)
2. Решетняк Микола Тимофійович (1977—1983)
3. Зленко Анатолій Максимович (1983—1987)
4. Скофенко Володимир Федорович (1987—1991)
5. Сліпченко Олександр Сергійович (1991—1992)
6. Кочубей Юрій Миколайович (1992—1997)
7. Зленко Анатолій Максимович (1997—2000)
8. Дем'янюк Олександр Павлович (2000—2001)
9. Орел Анатолій Костянтинович (2001—2003)
10. Сергеєв Юрій Анатолійович (2003—2007)
11. Тимошенко Костянтин Володимирович (2007—2010)
12. Купчишин Олександр Михайлович (2010—2014)
13. Шамшур Олег Владиславович (2014—2020)
14. Омельченко Вадим Володимирович (з 2020)

## Міжнародні організації у Відні
1. Решетняк Микола Тимофійович (1983—1988)
2. Костенко Юрій Васильович (1988—1994)
3. Макаревич Микола Петрович (1994—1999)
4. Огризко Володимир Станіславович (1999—2004)
5. Полурез Юрій Володимирович (2004—2005)
6. Єльченко Володимир Юрійович (2005—2010)
7. Прокопчук Ігор Васильович (2010—2019)
8. Цимбалюк Євген Вікторович (2019—2023)
9. Джапарова Еміне Айяровна (2024)[1]
10. Вітренко Юрій Володимирович (2024—)[2]

## Міжнародні організації у Женеві
1. Єгоров Юрій Євгенович (1967—1972)
2. Грищенко Іван Филимонович (1972—1978)
3. Батюк Віктор Гаврилович (1978—1984)
4. Озадовський Андрій Андрійович (1984—1992)
5. Сліпченко Олександр Сергійович (1992—1997)
6. Маймескул Микола Іванович (1997—2000)
7. Скуратовський Михайло Васильович (2000—2004)
8. Бєлашов Володимир Євгенович (2004—2005)
9. Бершеда Євген Романович (2005—2007)
10. Маймескул Микола Іванович (2007—2013)
11. Клименко Юрій Аркадійович (2013—2021)
12. Філіпенко Євгенія Іллівна (2021—2024)
13. Цимбалюк Євген Вікторович (2024-)

## Рада Європи
1. Перелигін Євген Юрійович (1996—1998)
2. Купчишин Олександр Михайлович (1998—2001)
3. Чалий Олександр Олександрович (2001)
4. Станік Сюзанна Романівна (2001—2004)
5. Шевчук Анатолій Анатолійович (2004—2006)
6. Перелигін Євген Юрійович (2006—2010)
7. Точицький Микола Станіславович (2010—2016)[3]
8. Кулеба Дмитро Іванович (2016—2019)[4]
9. Тарасюк Борис Іванович (з 2019)

## Європейський Союз
1. Василенко Володимир Андрійович (1992—1995)[5]
2. Мітюков Ігор Олександрович (1995—1997)[6]
3. Гудима Борис Миколайович (1997—2000)[7]
4. Шпек Роман Васильович (2000—2008)[8]
5. Веселовський Андрій Іванович (2008—2010)[9]
6. Єлісєєв Костянтин Петрович (2010—2015)[10]
7. Точицький Микола Станіславович (2016—2021)[11][12]
8. Ченцов Всеволод Валерійович (2021-)

## Місія України при НАТО
1. Василенко Володимир Андрійович (1992—1997)
2. Тарасюк Борис Іванович (1997—1998)
3. Грищенко Костянтин Іванович (1998—2000)
4. Хандогій Володимир Дмитрович (2000—2005)
5. Морозов Костянтин Петрович (2005—2007)
6. Сагач Ігор Михайлович (2007—2010)
7. Долгов Ігор Олексійович (2010—2014)
8. Божок Єгор Валерійович (2014—2017) в.о.
9. Пристайко Вадим Володимирович (2017—2019)
10. Селін Олексій Миколайович (2019-2020) в.о.
11. Толкачов Георгій Ігорович (2020-2021) в.о.
12. Галібаренко Наталія Миколаївна (2021-2025)
13. Гетьманчук Альона Анатоліївна (з 2025)

## СНД
1. Усатий Юрій Борисович (22.11.1993, № 548/93[13] — 10.01.2000, № 9/2000)[14]
2. Гордина Віталій Миколайович (10.01.2000 — 21.03.2000) т.п.
3. Данильченко Олександр Петрович (21.03.2000, № 472/2000[15] — 28.11.2003, № 1372/2003)[16]
4. Гордина Віталій Миколайович (28.11.2003, № 1373/2003[17] — 28.07.2008, № 680/2008)[18]
5. Сочнєв Володимир Вікторович (28.07.2008, № 681/2008[19] —11.10.2010, № 945/2010)[20]
6. Бунечко Іван Григорович (28.12.2010, № 1296/2010[21] —31.03.2014, № 355/2014)[22]
7. Дарибогова Ольга Олексіївна (31.03.2014 — 2018) т.в.о.

## Дунайська комісія
1. Славов Микола Антонович (8.05.1991, № 108[23] — 3.10.1995, № 897/95)
2. Ткач Дмитро Іванович (3.10.1995, № 898/95 — 26.01.1998, № 47/98)
3. Климпуш Орест Дмитрович (26.01.1998, № 47/98 — 28.11.2003, № 1374/2003)
4. Мушка Юрій Юрійович (28.11.2003, № 1374/2003 — 3.04.2006, № 280/2006)
5. Ткач Дмитро Іванович (3.04.2006, № 280/2006 — 6.07.2010, № 754/2010)
6. Мушка Юрій Юрійович (29.07.2010, № 739/2010 — 31.03.2014, № 358/2014)
7. Непоп Любов Василівна (05.10.2016, № 433/2016— 07.02.2025, № 75/2025)
8. Шандор Федір Федорович (з 07.02.2025, № 76/2025—)

## Міжнародна організація цивільної авіації(ІКАО)
1. Фуркало Володимир Васильович (19.07.1996, № 583/96 — 15.10.1998, № 1141/98)
2. Хандогій Володимир Дмитрович (22.10.1998, № 1175/98 — 11.12.1999, № 1546/99)
3. Щербак Юрій Миколайович (9.03.2000, № 410/2000 — 7.04.2003, № 310/2003)
4. Маймескул Микола Іванович (20.03.2004, № 348/2004 — 3.03.2006, № 198/2006)
5. Осташ Ігор Іванович (24.10.2006, № 897/2006 — 16.06.2011, № 669/2011)
6. Пристайко Вадим Володимирович (28.12.2012, № 764/2012 — 29.10.2014, № 833/2014[24])
7. Шевченко Андрій Віталійович (08.09.2017, № 267/2017 — 25.08.2021, № 444/2021)
8. Ковалів Юлія Ігорівна (16.11.2022, № 775/2022 —21.07.2025)[25]
9. Плахотнюк Андрій Миколайович (2025-)[26]

## Міжнародна морська організація(ІМО)
1. Василенко Володимир Андрійович (29.06.1998, № 712/98 — 10.04.2002, № 327/2002)
2. Мітюков Ігор Олександрович (26.03.2003, № 278/2003 — 31.08.2005, № 1221/2005)
3. Харченко Ігор Юрійович (19.04.2006, № 315/2006 — 29.06.2010, № 737/2010)
4. Хандогій Володимир Дмитрович (25.08.2010, № 866/2010 — 16.05.2014, № 474/2014)
5. Галібаренко Наталія Миколаївна (25.09.2015, № 560/2015 — 20.07.2020, № 286/2020)
6. Пристайко Вадим Володимирович (30.12.2020, № 611/2020 — 21.07.2023, № 442/2023)
7. Залужний Валерій Федорович (з 03.03.2025, № 151/2025 — )[27]

## Організація із заборони хімічної зброї
1. Бандура Володимир Михайлович (21.05.1994 г. № 245/94 Представник у Підготовчій комісії Організації[28])
2. Грищенко Костянтин Іванович (25.01.1999, № 47/99 — 28.01.2000, № 106/2000)
3. Хандогій Володимир Дмитрович (6.07.2000, № 855/2000 — 30.08.2002, № 787/2002)
4. Марков Дмитро Юхимович (30.08.2002, № 788/2002 — 3.11.2005, № 1540/2005)
5. Купчишин Олександр Михайлович (28.11.2005, № 1657/2005 — 15.02.2008, № 128/2008)
6. Корзаченко Василь Григорович (17.09.2008, № 839/2008 — 29.06.2010, № 736/2010)
7. Горін Олександр Олегович (12.05.2011, № 575/2011 — 17.03.2017, № 71/2017)[29]
8. Ченцов Всеволод Валерійович (8.08.2017, № 215/2017 — 6.04.2021, № 142/2021)[30][31]
9. Кононенко Максим Олексійович (3.03.2022, № 97/2022 — 27.09.2022, № 669/2022)
10. Карасевич Олександр Олександрович (21.06.2024, № 369/2024 — 29.11.2024, № 793/2024)
11. Костін Андрій Євгенович (07.04.2025 — )[32]

## Організація Чорноморського економічного співробітництва
1. Моцик Олександр Федорович (2.09.1999, № 1112/99 — 5.03.2004, № 287/2004)
2. Кириченко Микола Миколайович (5.03.2004, № 288/2004 — 31.01.2006, № 82/2006)
3. Пузирко Володимир Михайлович (7.03.2006, № 205/2006 — 27.04.2010, № 575/2010)
4. Яременко Богдан Васильович (2.06.2010, № 661/2010 — 27.12.2013, № 711/2013)
5. Боднар Василь Миронович (11.03.2015, № 89/2016[33] — 27.07.2017, № 201/2017)
6. Гаман Олександр Віталійович (27.07.2017, № 202/2017[34]—13.12.2021, № 642/2021)
7. Недільський Роман Богданович (з 08.02.2022, № 46/2022)[35]

## Всесвітня туристична організація
1. Тараненко Олександр Сергійович (5.04.2000, № 560/2000 — 12.01.2004, № 29/2004)
2. Щерба Анатолій Анатолійович (10.11.2006, № 951/2006 — 23.02.2012, № 143/2012)
3. Погорельцев Сергій Олексійович (25.09.2013, № 528/2013 — 19.10.2015, № 589/2015; 12.03.2021, № 95/2021 — 21.07.2025)[36][37]
4. Соколовська Юлія Сергіївна (21.07.2025—)[38]

## Продовольча та сільськогосподарська організація ООН(ФАО)
1. Гудима Борис Миколайович (19.01.2004, № 62/2004 — 19.04.2004, № 440/2004)
2. Орел Анатолій Костянтинович (1.07.2004, № 725/2004 — 15.02.2005, № 269/2005)
3. Чернявський Георгій Володимирович (22.12.2005, № 1817/2005 — 28.12.2012, № 757/2012)
4. Перелигін Євген Юрійович (23.04.2013, № 228/2013 — 15.07.2020, № 275/2020)
5. Мельник Ярослав Володимирович (29.01.2021, № 33/2021 —21.07.2025)[39][40]

## Програма ООН з довкілля(ЮНЕП)
1. Забігайло Володимир Костянтинович (24.02.2004, № 218/2004 — помер 23.03.2005)
2. Бутяга Володимир Іванович (27.04.2011, № 508/2011 — 31.03.2014, № 353/2014)
3. Цимбалюк Євген Вікторович (19.10.2015, № 592/2015 — 19.06.2018)
4. Праведник Андрій Іванович (04.03.2019, № 51/2019 —21.07.2025)[41][42]
5. Токар Юрій Любомирович (21.07.2025 —) [43]

## Програма ООН з населених пунктів(Хабітат)
1. Забігайло Володимир Костянтинович (24.02.2004, № 218/2004 — помер 23.03.2005)
2. Бутяга Володимир Іванович (27.04.2011, № 508/2011 — 31.03.2014, № 353/2014)
3. Цимбалюк Євген Вікторович (19.10.2015, № 592/2015 — 19.06.2018)
4. Праведник Андрій Іванович (04.03.2019, № 51/2019 — 21.07.2025)[44][45]
5. Токар Юрій Любомирович (21.07.2025 —) [46]

## Женевська конференція із роззброєння
1. Бершеда Євген Романович (28.11.2007, № 1154/2007 — 1.10.2008, № 891/2008)

## Асоціація держав Південно-Східної Азії(АСЕАН)
1. Пахіль Володимир Олександрович (20.05.2013, № 296/2013 — 15.06.2020, № 223/2020)
2. Гамянін Василь Іванович (10.11.2022, № 765/2022 — 21.12.2024, № 867/2024)

## Світова організація торгівлі
1. Гончарук Андрій Іванович (15.04.2013[47]—06.11.2014[48]) — Представник України в СОТ
2. Пятницький Валерій Тезійович (20.08.2014—17.12.2014) — торговий представник України в СОТ.
3. Микольська Наталія Ярославівна (08.04.2015—22.08.2018) — торговий представник України в СОТ.
4. Качка Тарас Андрійович (06.09.2019[49]—) — торговий представник України в СОТ.